# Тюссе, Эрик
Эрик Тюссе (норв. Erik Tysse; род. 4 декабря 1980, Берген) — норвежский легкоатлет, специалист по спортивной ходьбе. Выступал на профессиональном уровне в 1998—2016 годах, многократный победитель и призёр первенств национального значения, действующий рекордсмен Норвегии на дистанции 20 км, участник трёх летних Олимпийских игр.

## Биография
Эрик Тюссе родился 4 декабря 1980 года в Бергене, фюльке Вестланн. Приходится младшим братом известной норвежской легкоатлетке, двукратной серебряной призёрке Олимпийских игр по спортивной ходьбе Хьерсти Тюссе Плетцер.
Впервые заявил о себе на международном уровне в сезоне 1998 года, когда в составе норвежской сборной выступил на Кубке Европы по спортивной ходьбе в Дудинце и на юниорском мировом первенстве в Анси.
В 1999 году в ходьбе на 10 000 метров показал 16-й результат на юниорском европейском первенстве в Риге.
В 2000 году в дисциплине 20 км занял 36-е место на Кубке Европы в Айзенхюттенштадте.
В 2001 году на той же дистанции показал 41-й результат на Кубке Европы в Дудинце и 12-й результат на молодёжном европейском первенстве в Амстердаме.
В 2002 году был 17-м на чемпионате Европы в Мюнхене и 53-м на Кубке мира в Турине.
В 2003 году сошёл с дистанции на Кубке Европы в Чебоксарах, занял 19-е место на чемпионате мира в Париже.
На Кубке мира 2004 года в Наумбурге показал в 20-километровой ходьбе 62-й результат.
В 2005 году финишировал восьмым на Кубке мира в Мишкольце и 13-м на чемпионате мира в Хельсинки.
В 2006 году среди прочего стал девятым на Кубке мира в Ла-Корунье и седьмым на чемпионате Европы в Гётеборге.
В 2007 году занял 11-е место на Кубке Европы в Ройал-Лемингтон-Спа. На чемпионате мира в Осаке был восьмым и пятым в ходьбе на 20 и 50 км соответственно.
На Кубке мира 2008 года в Чебоксарах в дисциплине 20 км пришёл к финишу шестым, установив при этом ныне действующий рекорд Норвегии — 1:19:11. Благодаря череде успешных выступлений удостоился права защищать честь страны на летних Олимпийских играх в Пекине — на дистанции 20 км показал 21-й результат, на дистанции 50 км с личным рекордом 3:45:08 финишировал пятым.
На чемпионате мира 2009 года в Берлине стал седьмым в ходьбе на 20 км, тогда как в ходьбе на 50 км сошёл.
В 2010 году на соревнованиях в итальянском Сесто-Сан-Джованни Тюссе уличили в нарушении антидопинговых правил — его проба показала наличие непрерывного активатора рецептора эритропоэтина (CERA). Спортсмен не признал вину и опротестовал решение о двухлетнем отстранении, однако Спортивный арбитражный суд не счёл его доводы убедительными.
По окончании срока дисквалификации в 2012 году Эрик Тюссе возобновил спортивную карьеру и отправился выступать на Олимпийских играх в Лондоне, где в программе ходьбы на 20 км с результатом 1:21:00 занял итоговое 14-е место.
В 2013 году в дисциплине 20 км финишировал шестым на Кубке Европы в Дудинце, в то время как в дисциплине 50 км сошёл на чемпионате мира в Москве.
В 2014 году в ходьбе на 20 км сошёл на Кубке мира в Тайцане, пришёл к финишу девятым на чемпионате Европы в Цюрихе.
В 2015 году занял 19-е место на Кубке мира в Мурсии, сошёл на чемпионате мира в Пекине.
В 2016 году отметился выступлением на командном чемпионате мира по спортивной ходьбе в Риме и на Олимпийских играх в Рио-де-Жанейро — в зачёте ходьбы на 20 км показал время 1:26:06, расположившись в итоговом протоколе соревнований на 48-й строке. По окончании этого сезона завершил спортивную карьеру.